# Michael von Melas
Michael Melas, avstrijski general, * 12. maj 1729, † 31. maj 1806.